# Júlio César Gomes Moreira
Júlio César Gomes Moreira (Fortaleza, 18 de março de 1972) é um prelado da Igreja Católica brasileiro, bispo auxiliar de Belo Horizonte.

## Biografia
Concluiu os estudos de Filosofia (1997-1999) e Teologia (2000-2003) no Seminário Maior Nossa Senhora de Fátima em Brasília. Cursou Psicologia na Universidade de Brasília (1993-1997).
Em 6 de dezembro de 2003 recebeu a ordenação presbiteral e foi incardinado na Arquidiocese de Brasília, onde exerceu os seguintes cargos: Pároco de São José em Brazlândia (2004-2005), formador no Seminário Maior Nossa Senhora de Fátima (2006-2007) e Reitor do Seminário Propedêutico São José (2008-2010).
Na Arquidiocese de Goiânia foi Reitor do Seminário Interdiocesano de São João Maria Vianney e do Seminário Santa Cruz (2011-2015), Vigário Paroquial do Menino Jesus (2011-2012) e Santo Hilário (2012-2014) e Pároco de São Leopoldo Mandic. Além disso, foi membro da Coordenação da Organização de Seminários e Institutos do Brasil (OSIB) em nível nacional e também da Regional Centro- Oeste.
De 2017 até 2020 foi pároco de Nossa Senhora de Fátima em Sobradinho e coordenador do ministério sacerdotal da Arquidiocese Metropolitana de Brasília.
Em 23 de dezembro de 2020, foi nomeado bispo auxiliar de Belo Horizonte, sendo consagrado como bispo titular de Tisíduo, em 13 de fevereiro de 2021, na Catedral Metropolitana de Brasília por Dom Walmor Oliveira de Azevedo, arcebispo de Belo Horizonte, coadjuvado por Dom Paulo Cezar Costa, arcebispo de Brasília e por Dom Washington Cruz, C.P., arcebispo de Goiânia.